# Arthur Maret
Pour les articles homonymes, voir Maret.
Arthur Maret, né le 11 août 1892 à Chesalles-sur-Oron,  mort le 3 mai 1987 à Lausanne est une personnalité politique suisse membre du Parti socialiste.

## Biographie
Arthur Maret effectue un apprentissage d'employé de commerce, puis travaille pour la Coopérative des ouvriers du bâtiment de Lausanne. Membre du Parti socialiste, il devient conseiller communal en 1918 et conserve son mandat sans interruption jusqu'en 1946, à l'exception des années 1934-1937 au cours desquelles il est syndic de Lausanne.
Premier syndic socialiste de Lausanne, il deviendra également le premier Conseiller d'État vaudois issu de ce parti, en 1946. Il y reste jusqu'en 1962.
Arthur Maret a également présidé la Fédération des socialistes chrétiens de Suisse romande.

## Source
Pierre Jeanneret, « Maret, Arthur » dans le Dictionnaire historique de la Suisse en ligne, version du 1er septembre 2008.